# Sweet & Bitter (CURIOのアルバム)
『Sweet & Bitter』(スウィート・アンド・ビター)は、CURIOの2枚目のスタジオ・アルバム。

## 概要
- ヒット曲「粉雪」「君に触れるだけで」を収録。
- ブックレットの全曲の歌詞にギターコードあり。
- 初回盤のみピクチャーレーベル仕様。
- 2007年4月25日にボーナストラックが3曲追加され再発売された。

## 収録曲
全作曲：AJA（2007年4月に再発売された際に追加された11曲目は除く）
1. BUZZ (1:18)
編曲：CURIO・吉田仁
2. ブランコ (4:03)
作詞：NOB・AJA、編曲：CURIO・佐久間正英
3. SWEET & BITTER (4:33)
作詞：NOB・AJA、編曲：CURIO・佐久間正英
4. 君に触れるだけで (5:21)
作詞：NOB、編曲：CURIO・佐久間正英
5thシングル。
5. 欲望のはじまり (5:41)
作詞：NOB、編曲：CURIO・吉田仁
6. メロディー (4:24)
作詞：BRITAIN、編曲：CURIO・佐久間正英
7. BIG TODAY (3:08)
作詞：NOB、編曲：CURIO・佐久間正英
8. クルージン (4:50)
作詞：NOB、編曲：CURIO・白井良明
9. 素晴しき世界 (5:45)
作詞：NOB・AJA、編曲：CURIO・佐久間正英
10. 粉雪 (4:39)
作詞：NOB、編曲：CURIO・白井良明、ストリングスアレンジ：深澤順
4thシングル。
明記はされてないがアルバムバージョンとして新たにストリングスのイントロが付け加えられている。ただしこのイントロ部分は前曲(#10)の楽曲終了の数秒後から流れており、本曲へ繋がるように収録されている。
ベスト盤「BEST BANG!」や一部のコンピレーションアルバムには、正式にストリングスから始まるアルバムバージョンが収録されている。
11. オレンジのKISS（4:16）
作詞：NOB、作曲：BRITAIN、編曲：CURIO・佐久間正英
再発盤ボーナストラック。5thシングルのカップリング。
12. 君に触れるだけで Original Prototype（'96 November-Demo）（4:54）
作詞：NOB、編曲：CURIO・佐久間正英
再発盤ボーナストラック。5thシングルの未発表バージョン。
13. 粉雪 Original Prototype（'96 August-Demo）（4：29）
作詞：NOB、編曲：CURIO・白井良明
再発盤ボーナストラック。4thシングルの未発表バージョン。